# 克里斯蒂安·克萊門斯
克里斯蒂安·克萊門斯（德語：Christian Clemens；1991年8月4日—）是一位德國足球運動員，在場上的位置是邊鋒。現效力於德乙球隊達斯泰特。他也代表德國各級青年國家隊參賽。